# Cirripectes alleni
Cirripectes alleni är en fiskart som beskrevs av Williams, 1993. Cirripectes alleni ingår i släktet Cirripectes och familjen Blenniidae. IUCN kategoriserar arten globalt som livskraftig. Inga underarter finns listade i Catalogue of Life.